# Comprensió lectora
|  | No s'ha de confondre amb Facilitat lectora. |

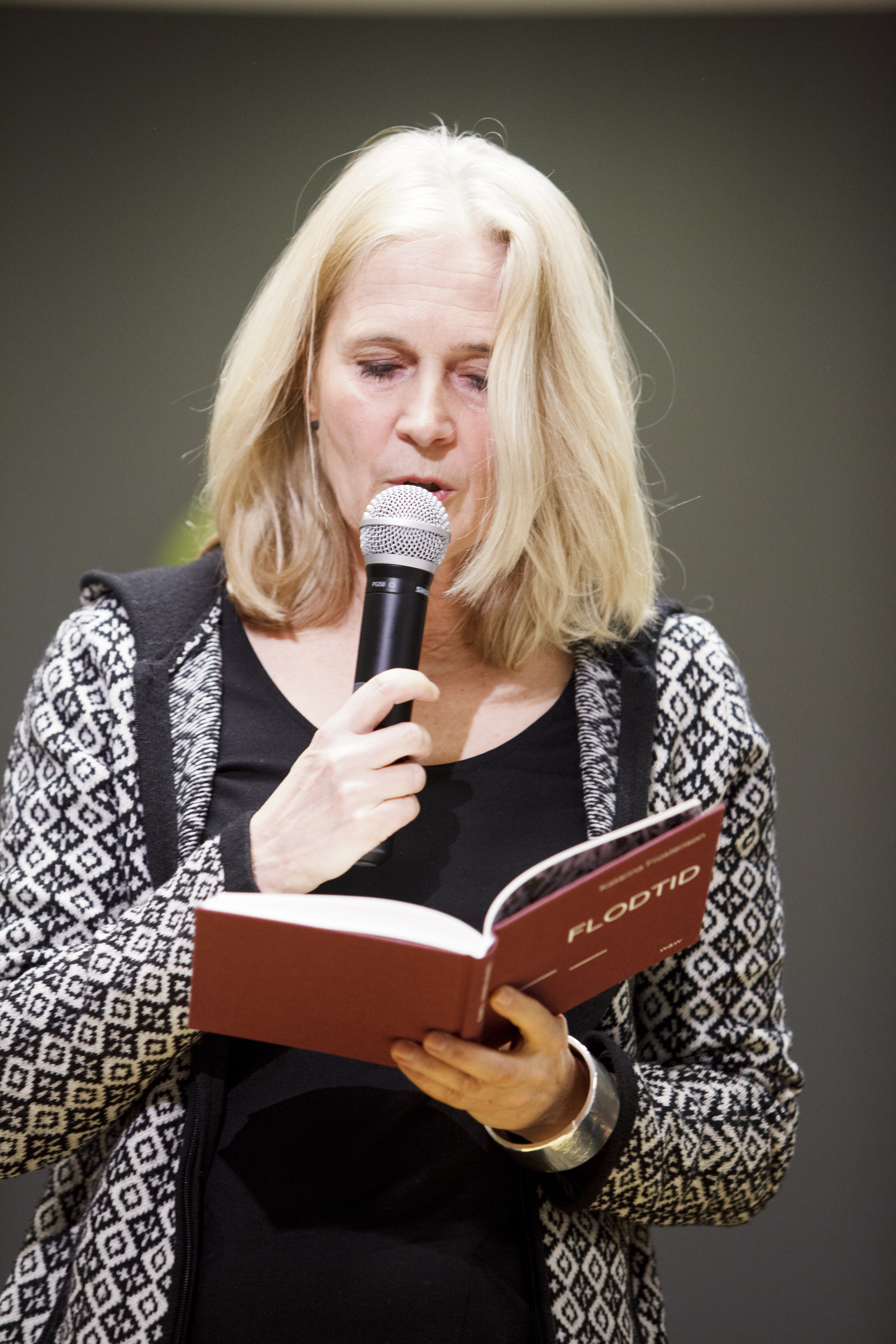
Comprensió lectora

La comprensió lectora és la capacitat d'entendre un text, tant pel que fa al contingut com a la intenció de l'autor, mitjançant la lectura. Suposa comprendre el significat del 75% de paraules que formen el text com a mínim (en una lectura ordinària i no per buscar una dada específica).
És un dels objectius primordials de la didàctica de la llengua i de l'educació obligatòria general. S'avalua mitjançant qüestionaris, paràfrasis o resums del text i aplicació de la informació que conté altres tasques.

## Factors que afecten a la comprensió d'un text
Un alfabetisme limitat o una mala mecànica en l'hàbit de decodificar les llestres limiten la capacitat d'entendre un text. Si una persona llegeix massa a poc a poc (un temps acceptable per a un adult és aturar-se entre 250 ms i 500 ms per paraula), amb subvocalitzacions o té dificultats d'aprenentatges com una dislèxia mal corregida, trigarà més a entendre un missatge.
El factor que més llasta la comprensió lectora és el vocabulari, ja que sense conèixer les paraules no es pot inferir el sentit global ni anticipar què posarà a continuació. A més a més, cada paraula té associats uns coneixements que ajuden a situar el text i a formular expectatives de significat.
La tipologia textual, gènere o tema del que es tracta poden afectar la comprensió, ja que un assumpte més proper al lector s'entén més fàcilment, ja que es poden suplir informacions complementàries. Igualment, un text ben cohesionat, amb marques com connectors que lliguen les idees, ajuda al lector a copsar-ne l'estructura i construir activament el significat.

## Els nivells de comprensió lectora
Per avaluar la comprensió lectora s'usen diversos nivells de competència, adequats a l'edat de cada persona. Un dels mètodes més emprats actualment és el Programa PISA, que mesura la capacitat d'entendre un text al final de l'ensenyament obligatori i que compara alumnes de diferents països amb proves de tipologies textuals diverses.
PISA divideix la competència lectora en sis nivells o estadis. El nivell I, el més baix, capacita per entendre fragmentàriament un text, a partir de les idees repetides explícitament. Està proper a l'anomenat analfabetisme funcional: es comprèn de manera pobra les paraules que formen un text però no el seu missatge complet. El nivell II suposa entendre la idea principal d'un text. El nivell III permet una comprensió completa si el tema és conegut per al subjecte i superficial si es tracta de temes allunyats o d'estructures no convencionals (per exemple en el cas de la literatura), mentre que el nivell IV permet accedir a la comprensió global també en aquests contextos menys familiars. El nivell V implica copsar tots els matisos de significat d'un text mentre que el darrer estadi facilita que a més a més es pugui usar la seva informació en contextos diferents.

## El lector experimentat
El lector experimentat té una bona comprensió lectora de textos al seu abast (dependrà de l'edat i el tema del text, ja que ha ser proper als seus coneixements perquè sigui assequible). Es caracteritza per ser capaç de realitzar les següents activitats quan llegeix:
- té una velocitat de lectura adequada
- és capaç d'establir inferències o hipòtesis de sentit mentre llegeix i revisar-les si no corresponen a la nova informació
- pot extreure la idea principal i diferenciar-la de les secundàries en una jerarquia
- diferencia objectivitat i subjectivitat, així com el doble sentit
- dedueix el significat del lèxic nou a partir del context i de la informació que aporta la pròpia paraula
- extreu conclusions lògiques no explícites al text
- formula l'opinió argumentada quan se li demana després de llegir